# One World (album de John Martyn)
Pour les articles homonymes, voir One World.
Albums de John Martyn
Sunday's Child
(1975) Grace and Danger
(1980)
One World est un album de John Martyn, sorti en 1977.

## L'album
Il fait partie des 1001 albums qu'il faut avoir écoutés dans sa vie. 

### Titres
Tous les titres sont de John Martyn, sauf mention. 
1. Dealer (4:58)
2. One World (4:10)
3. Smiling Stranger (3:29)
4. Big Muff (Martyn, Lee Perry) (6:30)
5. Couldn't Love You More (3:07)
6. Certain Surprise (3:52)
7. Dancing (3:43)
8. Small Hours (8:45)

### Musiciens
- John Martyn : voix, guitare, harmonica
- John Field : flûte
- Steve Winwood : bass, piano électrique, synthétiseur Moog, orgue
- Dave Pegg, Neil Murray, Hansford Rowe, Danny Thompson : bass
- Andy Newmark, Bruce Rowland, John Stevens  : batterie
- Morris Pert : percussions
- Harry Robinson : cordes
- Kesh Sathie : tabla
- George Lee : saxophone
- Rico Rodriguez : trombone